# 甘珀恩
甘珀恩是奥地利上奥地利州弗克拉布鲁克县的一个市镇。总面积26平方公里，总人口2560人，人口密度98.5人/平方公里（2005年）。